# Gourmandises
Gourmandises (укр. Ласощі) — дебютний альбом французької поп-співачки Alizée. У Франції він був виданий 21 листопада 2000 року, а міжнародний реліз відбувся 13 березня 2001 року. Альбом став результатом співпраці Алізе із творчим тандемом Мілен Фармер та Лорана Бутонна, і мав величезний успіх. За три місяці він став «платиновим» — у Франції було продано понад 300 тисяч екземплярів. На даний час продано понад 1 300 000 екземплярів у Франції і більше 4 мільйонів у всьому світі.

## Список композицій
Автор слів Mylène Farmer, автор музики Laurent Boutonnat. 
| #   | Назва                         | Тривалість |
| --- | ----------------------------- | ---------- |
| 1.  | «Moi... Lolita»               | 4:27       |
| 2.  | «Lui ou toi»                  | 4:18       |
| 3.  | «L'Alizé»                     | 4:18       |
| 4.  | «J.B.G.»                      | 4:00       |
| 5.  | «Mon Maquis»                  | 5:44       |
| 6.  | «Parler tout bas»             | 4:42       |
| 7.  | «Veni Vedi Vici»              | 4:25       |
| 8.  | «Abracadabra»                 | 4:06       |
| 9.  | «Gourmandises»                | 4:15       |
| 10. | «À quoi rêve une jeune fille» | 4:09       |

## Персонал
- Alizée Jacotey — вокал
- Laurent Boutonnat — аранжувальник, програмування, клавішні, продюсер
- Mylène Farmer — продюсер
- Anne Calvert — вокал
- Slim Pezin — гітара
- Bernard Paganotti — бас-гітара
- Mathieu Rabate — ударні
- Jerome Devoise — звукозапис
- Didier Lozahic — дані, звукозапис
- André Perriat — мастерінг
- lb — фотозйомка
- Henry Neu — оформлення

## Чарти
| Чарти (2000–02)                 | Найвища позиція |
| ------------------------------- | --------------- |
| Austrian Albums Chart           | 40              |
| Belgian Albums Chart (Wallonia) | 7               |
| Chinese Albums Chart            | 18              |
| Dutch Albums Chart              | 36              |
| Finnish Albums Chart            | 26              |
| French Albums Chart             | 1               |
| German Albums Chart             | 29              |
| Hungarian Albums Chart          | 23              |
| Italian Albums Chart            | 27              |
| Japanese Albums Chart           | 40              |
| Polish Albums Chart             | 13              |
| Russian Albums Chart            | 9               |
| South Korean Albums Chart       | 4               |
| Spanish Albums Chart            | 22              |
| Swiss Albums Chart              | 27              |

## Сертифікації
| Регіон                                                                                          | Сертифікація  | Продажі    |
| ----------------------------------------------------------------------------------------------- | ------------- | ---------- |
| Бельгія (BEA)                                                                                   | Золотий       | 25 000*    |
| Франція (SNEP)                                                                                  | 2× Платиновий | 800,000    |
| Швейцарія (IFPI Switzerland)                                                                    | Платиновий    | 50 000^    |
| Підсумки                                                                                        |               |            |
| Європа (IFPI)                                                                                   | Платиновий    | 1 000 000* |
| *продажі, що базуються лише на сертифікаціях ^відвантаження, що базуються лише на сертифікаціях |               |            |